# Hebenstreitia
Hebenstreitia este un gen de plante din familia Scrophulariaceae.

## Specii
Cuprinde  circa 28 specii: